# Cytochrom c

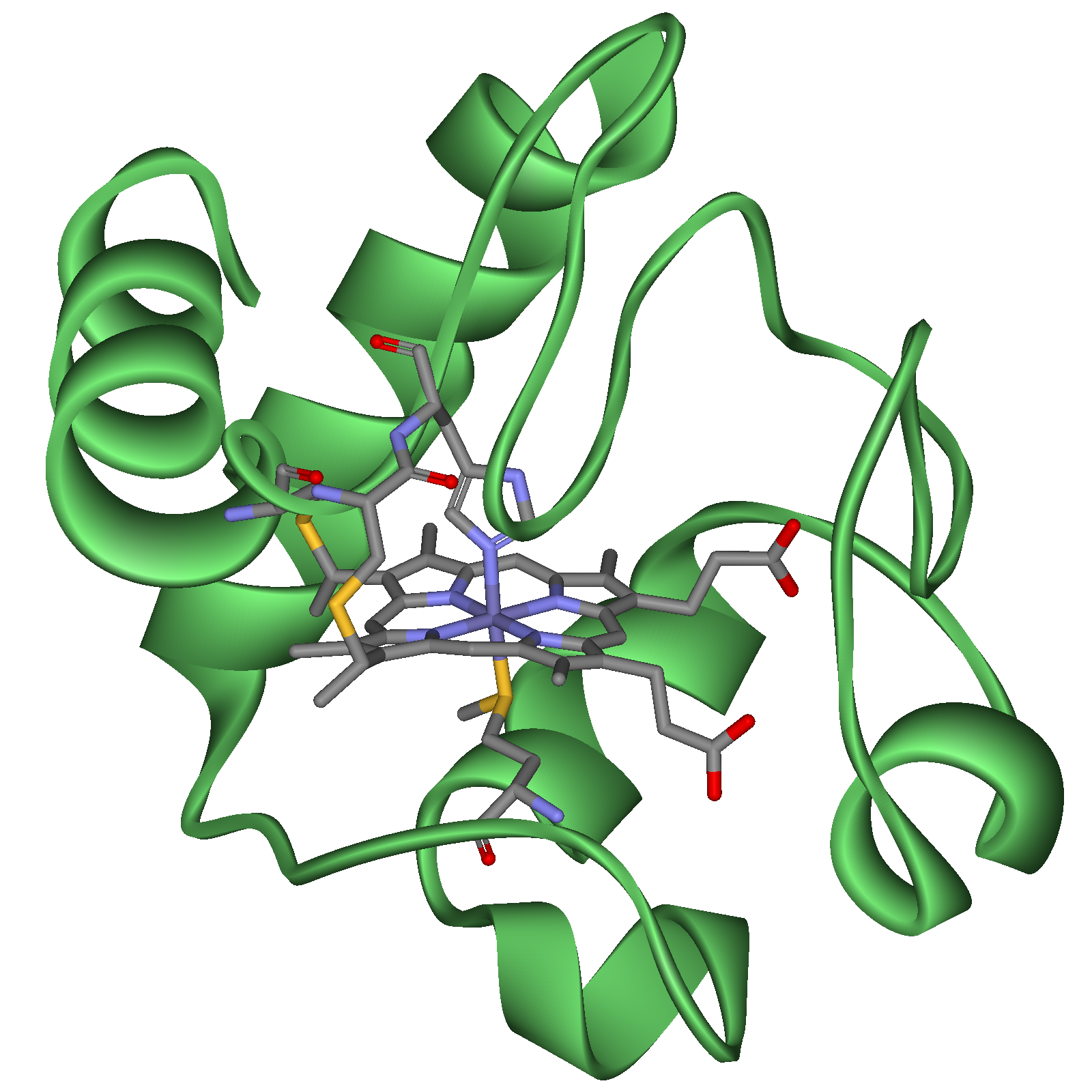
Cytochrom c

Cytochrom c (cyt c) je cytochrom (tedy protein s navázanou hemovou skupinou), jenž se účastní jako elektronový přenašeč v dýchacím řetězci buněčného dýchání (přítomný v mitochondriích). Jeho uvolnění z mitochondrií do okolní buňky je však signál pro zahájení programované buněčné smrti, tedy apoptózy.

## Stavba

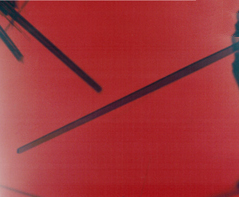
Krystalky cytochromu c izolovaného z tuňáka

Cytochrom c je velmi malý protein rozpustný ve vodě, snadno izolovatelný z mitochondrií. Na základě rozdílů ve stavbě molekuly cytochromu c (přesněji řečeno podle rozdílů v sekvenci genů pro cytochrom c) se v druhé polovině 20. století začaly vytvářet první fylogenetické stromy.
Umístění cytochromu c v mitochondriích je přesně dané: nachází se v normálním stavu v mezimembránovém prostoru, volně navázán na vnější stranu vnitřní mitochondriální membrány. Vyměňuje si zde elektrony s dalšími členy dýchacího řetězce, především v rámci komplexu III a IV, tedy s cytochromem bc1 na jedné straně a s cytochromem aa3 na straně druhé.